# Мухаметово (Башкортостан)
Мухаме́тово (баш. Мөхәмәт) — деревня в Белорецком районе Республики Башкортостан Российской Федерации. Входит в состав Абзаковского сельсовета. Проживают башкиры.

## Топоним
Название происходит от личного имени Мөхәмәт.

## География
Стоит на обоих берегах реки Малый Кизил.

### Географическое положение
Расстояние до:
- районного центра (Белорецк): 38 км,
- центра сельсовета (Абзаково): 18 км,
- ближайшей ж.-д. станции (Новоабзаково): 23 км.

## Население
| 2002 | 2009 | 2010 |
| ---- | ---- | ---- |
| 230  | ↗298 | ↘213 |

Национальный состав
Согласно переписи 2002 года, преобладающая национальность — башкиры (98 %).

## Инфраструктура
Основа экономики — деревообработка.
Библиотека, Мухаметовский сельский клуб, Мухаметовский фельдшерско-акушерский пункт.

## Достопримечательности
Мемориал участникам Великой Отечественной войны.
В окрестностях — гора Яхъя.

## Религия
В центре села стоит деревянная мечеть.

## Транспорт
Деревня доступна автотранспортом.